# مرسب كهروستاتيكي

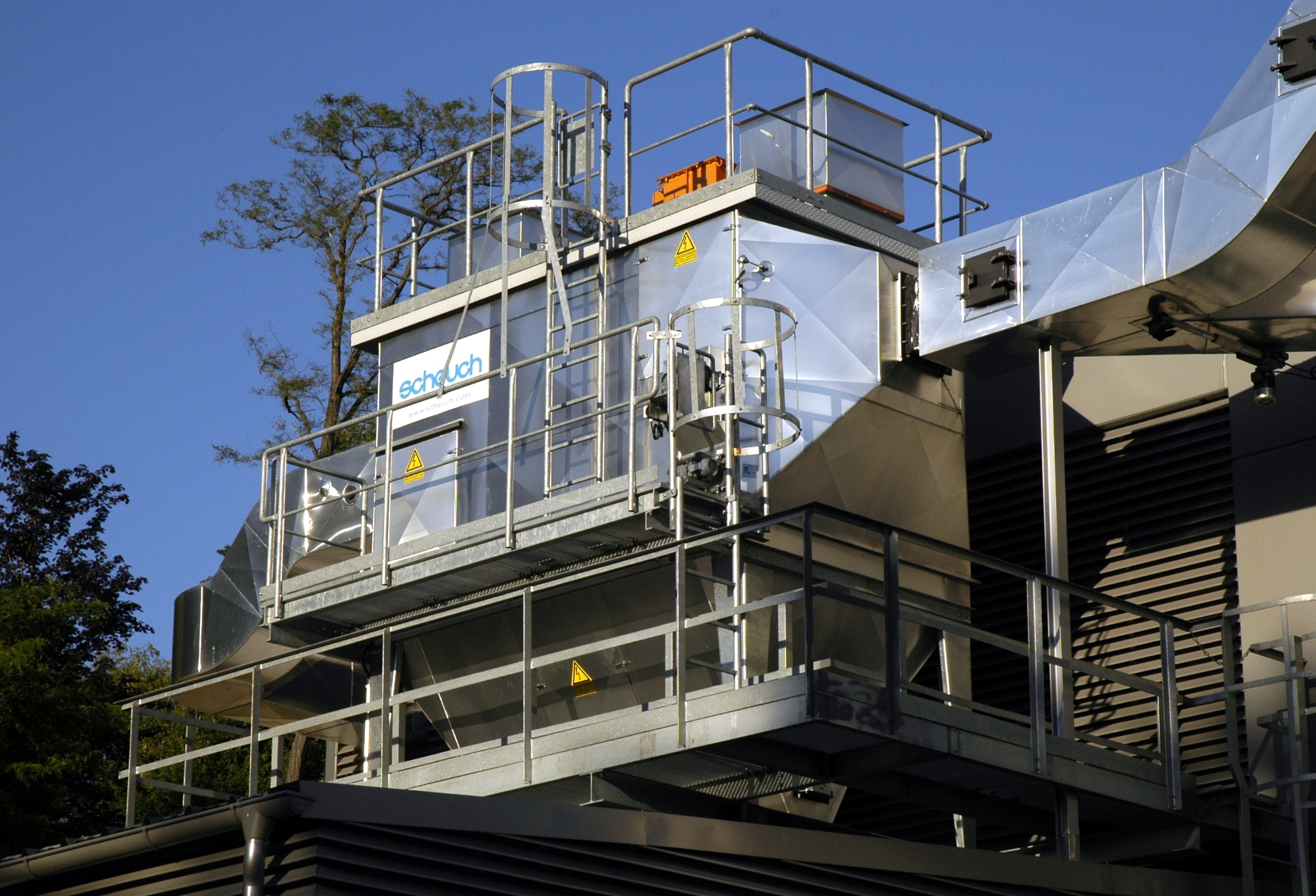

المرسب الكهروستاتيكي (electrostatic precipitation )، هو جهاز يقوم بعملية فصل الجسيمات الصلبة أو السائلة من الغاز الذي تكون معلقة فيه. ويتم ذلك بإخضاع القسيمات إلى فعل حقل كهربائي ساكن ذي قيمة محدّدة، بحيث يتم شحنها بكهربائية ساكنة، تؤدي إلى حركتها باتجاه محدد، بفعل الحقل الكهربائي المطبق. وتتجه القسيمات عادة
نحو الإلكترود المعاكس لها بالإشارة، إذ تتعدل شحنتها على سطحه، وتترسب بعد تجمعها بأعداد كبيرة عليه.
الطرق المتبعة لإحداث الترسيب الكهربائي الساكن تؤدي هذه الطرق إلى شحن القسيمات المادية الصلبة أو السائلة بشحنة كهربائية، تصبح بعدها قادرة على التأثر بالحقل الكهربائي المطبق. وتقسم آليات الترسيب، والفصل، عموماً إلى طرق ثلاث هي:

## شحن القسيمات بالكهْرَبَة التماسيّة
تحدث الكهربة بالتماس، عندما يتلامس سطحا قُسيمتين مختلفتين، إذ يحدث عندها تبادل في
الشحنات الكهربائية يستمر خلال زمن التماس الضئيل. ويكون زمن التماس، عادةً،
قصيراً ومساحة السطوح المتماسة صغيرة جداً. وتزداد كثافة الشحنات الكهربائية في قسيمات
المواد ذات الناقلية الكهربائية الصغيرة، وتنقص في حالة المواد المتميزة بناقلية
عالية. وتتعلق إشارة الشحنة الكهربائية للسطحين، بطبيعة كل منهما، وبدرجة نقاء
المادة ذاتها، وبالتشوهات الميكانيكية للشبكات البلّورية فيهما، كما أن خاصة
التكهرب تتعلق بالمعالجات الحرارية، وبالتحولات الكيمياوية للمادة المعنية.

## شحن القسيمات بالناقلية المحرَّضة
حين توضع قسيمة صلبة على ناقل مُؤرَّض، وتُخْضَع لتأثير حقل كهربائي خارجي، فإنها تكتسب بسرعة شحنة كهربائية سطحية بفعل التحريض، سواء كانت من مادة عازلة أو ناقلة، وهي تتحول دوماً إلى حالة مستقطبة كهربائياً، جزءاً أو كلاً، وهي تمتلك عندئذ كمون الناقل المؤرض نفسه إذا كانت ناقلة، بينما تمتلك كمونات كهربائية سطحية مختلفة إذا كانت مادة القسيمة عازلة يمكن استخدام هذه الطريقة لفصل دقيق، لخليط من قسيمات المواد الناقلة والعازلة وترسيبها. فإذا أُدخل مزيج من هذه المواد وهي بشكل مسحوق
ناعم، إلى التماس مع سطح جسم أسطواني دوَّار مؤرَّض، وكان الفراغ خاضعاً لتأثير حقل كهربائي ساكن، فإن فصلاً
فعالاً يحدث لهذا المزيج، ذلك لأن القسيمات الناقلة ستمتلك نفس الكمون الكهربائي
للجسم الدوار، الذي يعاكس الكمون الكهربائي للإلكترود/ المسرى الفعال المقابل للدوّار وبذلك فإنها سوف تنجذب بقوة كهربائية محددة نحو الإلكترود الفعال منفصلة بذلك عن المواد العازلة التي تستمر بالالتصاق مع جسم الدوار، بسبب الاستقطاب الحادث لها، حيث يحدث ترسيبها في مكان آخر

## الشحن بالقذف الإيوني
تتضمن هذه الطريقة قذفاً إيونياً، يتم تأمينه باستخدام «إلكترود إيوني» خاص، يكون فرق الكمون
الكهربائي بينه وبين الدوَّار المؤرَّض بضع عشرات الآلاف من الفولتات. ويركز هذا الإلكترود
الإيوني حركة الإيونات في اتجاه محدد نحو الإلكترود الدوَّار المؤرَّض.
فإذا وجدت قسيمات عادية عازلة وناقلة في المزيج نفسه، في مسار الايونات المتحركة، حدث تشكل شحنات كهربائية سطحية، يتم توزعها آنياً على سطح القسيمات
الناقلة، ويبطء على سطح القسيمات العازلة. ولدى وصول هذه القسيمات إلى سطح الدوار المؤرض فإن القسيمات الناقلة منها تغادر سطحه بعد التعادل عليه، وتبقى القسيمات:العازلة منجذبة إليه بفعل الشحنة المعاكسة لها، ويؤدي وجود الكترودالساكن، وهو إلكترود آخر يمتلك كموناً كهربائياً محدداً بالنسبة للدوار المؤرض، إلى جذب لاحق للقسيمات الناقلة، نحوه، بحيث يتم فصلها وترسيبها في مكان خاص بها، الأمر الذي يؤدي إلى حدوث فصل وترسيب فعالين لهذين النوعين من القسيمات. وتتطور هذه الطريقة الآن بسرعة، لإحداث ترسيب أكثر انتقائية، باستخدام قيم محددة للكمونات الكهربائية لكل
من الإلكترود الإيوني والساكن، وتغيير الشروط العامة للعملية.

## أهمية طرق الترسيب في التنقية
تستخدم هذه الطرق بشكل واسع في تنقية الهواء
الملوث الصادر عن صناعات الإسمنت والزجاج والبورسلان والآجر، والنفط، وكذلك في الصناعات التعدينية بفصل فلزات المواد الأولية عن الشوائب غير المرغوب بها كما في؛حالات صناعات فصل الكوارتز والميكا وأكاسيد التيتانيوم وغيرها. كما تستعمل الآن في
بعض آلات النسخ والتصوير.